# Pierre Jaune de Kercambre
La pierre Jaune de Kercambre, (ou menhir de Kercambre) est un menhir de Saint-Gildas-de-Rhuys, dans le Morbihan en France.

## Localisation
Le mégalithe est situé au sud du hameau de Kerroux, en bord de rivage,. Il est probable que, avec l'élévation du niveau de la mer, ce n'était pas le cas lors de son érection.

## Description
Le menhir est un bloc de quartzite blanche dressé,, d'environ 1,5 m de hauteur,. Ses dimensions, à la base, sont d'environ 1,2 m de largeur pour 1 m d'épaisseur.
Le menhir est assez détérioré, notamment du fait de son utilisation comme support de graffitis.

## Historique
Le monument date du Néolithique.
Le menhir est inscrit au titre des monuments historiques par arrêté du 25 mars 1970.